# Fútbol en Liechtenstein

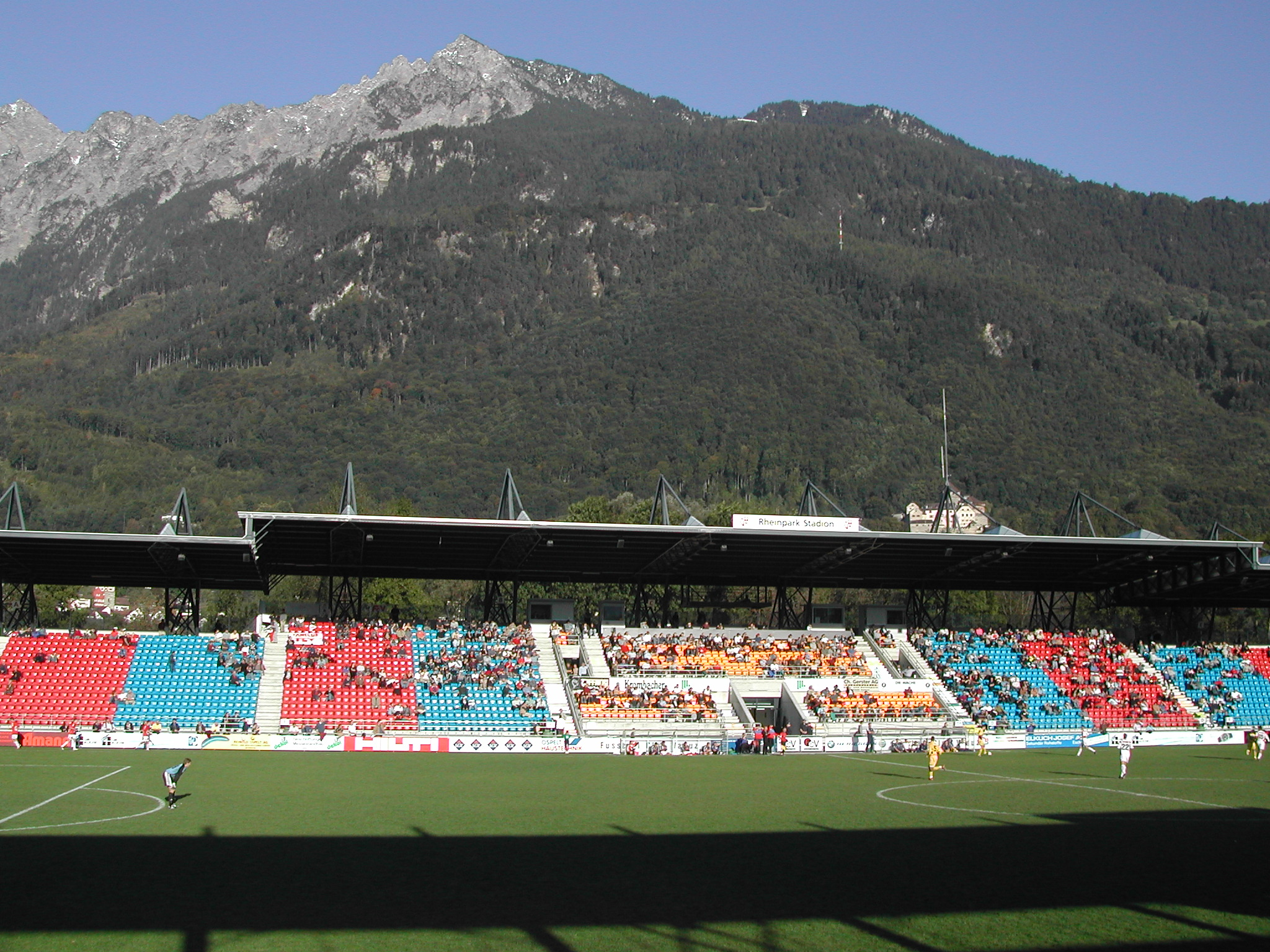
La selección nacional disputa sus partidos en el Rheinpark Stadion.

El fútbol es el Deporte más popular en Liechtenstein. La Asociación de Fútbol de Liechtenstein (LFV) es el máximo organismo del fútbol profesional en Liechtenstein y se fundó en 1934, aunque se afilió a la FIFA y a la UEFA en 1974. La LFV organiza la Copa de Liechtenstein y la Liga de Liechtenstein, que se creó en 1997 y se empezó a disputar en 1999, y gestiona la selección nacional masculina. 
En 1999 el FC Vaduz se convirtió en el primer equipo de Liechtenstein en ganar la Liga de Liechtenstein y se clasificó para la Superliga de Suiza. Participó en ella hasta en 2008, cuando volvió a la liga de Liechtenstein

## Historia
En total hay siete clubes reconocidos oficialmente en Liechtenstein, que participan en la Copa de Liechtenstein, disputada desde 1946. Aun así, en realidad hay 16 equipos de fútbol en el país. Los equipos de cantera no pueden disputar el campeonato suizo, así que en 1997 se creó la liga. Solo un equipo al año pasa a la Liga de Suiza.
Los equipos oficiales que pueden disputar la Copa de Liechtenstein y la Liga Suiza son el FC Vaduz, USV Eschen/Mauren, FC Triesen, FC Balzers, FC Schaan, FC Triesenberg y FC Ruggell, y todos ellos juegan en la liga suiza.

## Competiciones oficiales entre clubes
- Copa de Liechtenstein: es la única competición del país, que no tiene una liga nacional propia. El número de clubes es de siete, más nueve equipos reservas.

## Selecciones de fútbol de Liechtenstein

Uniforme de la selección de Liechtenstein.

### Selección absoluta de Liechtenstein
La selección de Liechtenstein, en sus distintas categorías, está controlada por la Asociación de Fútbol de Liechtenstein. Es una selección humilde.
El equipo de Liechtenstein disputó su primer partido oficial el 9 de marzo de 1982 en Balzers ante la selección "B" de Suiza, partido que se resolvió con victoria de los suizos por 0-1. El 14 de octubre de 1998 logró su primera victoria tras derrotar por 2-1 a Azerbaiyán. Liechtenstein aún no ha logrado clasificarse para la Copa del Mundo de la FIFA ni para la Eurocopa.

### Selección femenina de Liechtenstein
La selección de Liechtenstein femenina nunca ha disputado un partido reconocido por la FIFA. Hasta el momento el combinado femenino aún no ha participado en una fase final de la Copa del Mundo o de Eurocopa.